# Пиетравайрано
Пиетравайра̀но (на италиански: Pietravairano) е малко градче и община в Южна Италия, провинция Казерта, регион Кампания. Разположено е на 250 m надморска височина. Населението на общината е 3090 души (към 2010 г.).